# Galatasaray Istanbul/Saison 2011/12
Die Saison 2011/12 von Galatasaray Istanbul war die 104. Saison in der Vereinsgeschichte und die 54. Saison in der türkischen Liga, der Süper Lig. Der Klub beendete die Saison auf dem 1. Platz und wurde zum 18 Mal türkischer Meister. Die Türkiye Kupası endete für Galatasaray Istanbul im Achtelfinale.

## Personalien

### Kader
| Nr.        | Nat.                   | Name                | Geburtsdatum  | im Verein seit | vorheriger Verein       |
| Torhüter   | Torhüter               | Torhüter            | Torhüter      | Torhüter       | Torhüter                |
| ---------- | ---------------------- | ------------------- | ------------- | -------------- | ----------------------- |
| 01         | Turkei Deutschland     | Aykut Erçetin       | 14. Sep. 1982 | 2002           | eigene Jugend           |
| 25         | Uruguay Italien        | Fernando Muslera    | 16. Juni 1986 | 2011           | Lazio Rom               |
| 86         | Turkei                 | Ufuk Ceylan         | 23. Juni 1986 | 2009           | Manisaspor              |
| Abwehr     |                        |                     |               |                |                         |
| 03         | Turkei                 | Çağlar Birinci      | 2. Okt. 1985  | 2010           | Denizlispor             |
| 05         | Turkei                 | Gökhan Zan          | 7. Sep. 1981  | 2009           | Beşiktaş Istanbul       |
| 17         | Tschechien             | Tomáš Ujfaluši      | 24. März 1978 | 2011           | Atlético Madrid         |
| 20         | Turkei                 | Serkan Kurtuluş     | 1. Jan. 1990  | 2008           | Bursaspor               |
| 22         | Turkei Deutschland     | Hakan Balta         | 23. März 1983 | 2007           | Vestel Manisaspor       |
| 26         | Turkei                 | Semih Kaya          | 24. Feb. 1991 | 2009           | eigene Jugend           |
| 27         | Elfenbeinküste Belgien | Emmanuel Eboué      | 4. Juni 1983  | 2011           | FC Arsenal              |
| 55         | Turkei                 | Sabri Sarıoğlu      | 26. Juli 1984 | 2001           | eigene Jugend           |
| 76         | Turkei                 | Servet Çetin        | 17. März 1981 | 2007           | Sivasspor               |
| Mittelfeld |                        |                     |               |                |                         |
| 06         | Turkei Deutschland     | Ceyhun Gülselam     | 25. Dez. 1987 | 2011           | Trabzonspor             |
| 07         | Turkei                 | Aydın Yılmaz        | 29. Jan. 1988 | 2005           | eigene Jugend           |
| 08         | Turkei                 | Selçuk İnan         | 10. Feb. 1985 | 2011           | Trabzonspor             |
| 10         | Brasilien Spanien      | Felipe Melo         | 26. Juni 1983 | 2011           | Juventus Turin          |
| 11         | Spanien                | Albert Riera        | 15. Apr. 1982 | 2011           | Olympiakos Piräus       |
| 18         | Turkei                 | Ayhan Akman         | 23. Feb. 1977 | 2001           | Beşiktaş Istanbul       |
| 21         | Turkei                 | Yiğit Gökoğlan      | 5. Juni 1989  | 2012           | Manisaspor              |
| 35         | Turkei                 | Yekta Kurtuluş      | 11. Dez. 1985 | 2011           | Kasımpaşa Istanbul      |
| 39         | Turkei Deutschland     | Okan Derici         | 16. Apr. 1993 | 2011           | Eintracht Frankfurt U19 |
| 40         | Turkei                 | Berk Yıldız         | 9. Jan. 1996  | 2011           | eigene Jugend           |
| 50         | Turkei Deutschland     | Engin Baytar        | 11. Juli 1983 | 2011           | Trabzonspor             |
| 52         | Turkei                 | Emre Çolak          | 20. Mai 1991  | 2009           | eigene Jugend           |
| Angriff    |                        |                     |               |                |                         |
| 09         | Schweden               | Johan Elmander      | 27. Mai 1981  | 2011           | Bolton Wanderers        |
| 19         | Turkei                 | Mehmet Batdal       | 24. Feb. 1986 | 2010           | Bucaspor                |
| 15         | Tschechien             | Milan Baroš         | 22. Sep. 1978 | 2008           | Olympique Lyon          |
| 48         | Turkei                 | Mertan Caner Öztürk | 2. Nov. 1992  | 2011           | eigene Jugend           |
| 77         | Turkei                 | Necati Ateş         | 3. Jan. 1980  | 2012           | Antalyaspor             |
| 90         | Turkei                 | Sercan Yıldırım     | 5. Apr. 1990  | 2011           | Bursaspor               |

#### Transfers
| Zugänge | Abgänge |
| --- | --- |
| Sommer 2011 - Engin Baytar (Trabzonspor) - Emmanuel Eboué (FC Arsenal) - Johan Elmander (FC Toulouse) - Ceyhun Gülselam (Trabzonspor) - Selçuk İnan (Trabzonspor) - Semih Kaya (Kartalspor) w.a. - Felipe Melo (Juventus Turin) a. - Fernando Muslera (Lazio Rom) - Albert Riera (Olympiakos Piräus) - Tomáš Ujfaluši (Atlético Madrid) - Sercan Yıldırım (Bursaspor) Winter 2011/12 - Necati Ateş (Antalyaspor) - Mehmet Batdal (Kardemir Karabükspor) w.a. - Yiğit Gökoğlan (Manisaspor) | Sommer 2011 - Mehmet Batdal (Kardemir Karabükspor) a. - Musa Çağıran (Bursaspor) - Lorik Cana (Lazio Rom) - Emmanuel Culio (Orduspor) a. - Uğur Demirok (Akhisar Belediyespor) a. - Anıl Dilaver (Samsunspor) a. - Serdar Eylik (Karşıyaka SK) a. - Emiliano Insúa (FC Liverpool) w.a. - Harry Kewell (Melbourne Victory) - Lucas Neill (al-Jazira Club) - Berk Neziroğluları (Adanaspor) - Barış Özbek (Trabzonspor) - Juan Pablo Pino (al-Nassr FC) a. - Oğuz Sabankay (Turanspor) - Mustafa Sarp (Samsunspor) - Bogdan Stancu (Orduspor) a. - Arda Turan (Atlético Madrid) - Róbinson Zapata (Deportivo Pereira) Winter 2011/12 - Serdar Eylik (Giresunspor) a. - Colin Kâzım-Richards (Olympiakos Piräus) a. |

## Spielkleidung
| Heim | Auswärts | Ausweich |

- Ausrüster: Nike
- Trikotsponsor: Türk Telekom
- Ärmelsponsor: Avea
- Rückensponsor: Ülker

## Saison
Alle Ergebnisse aus Sicht von Galatasaray Istanbul.
Die Tabelle listet alle Süper-Lig-Spiele des Vereins der Saison 2011/12 auf. Siege sind grün, Unentschieden gelb und Niederlagen rot markiert.

### Süper Lig

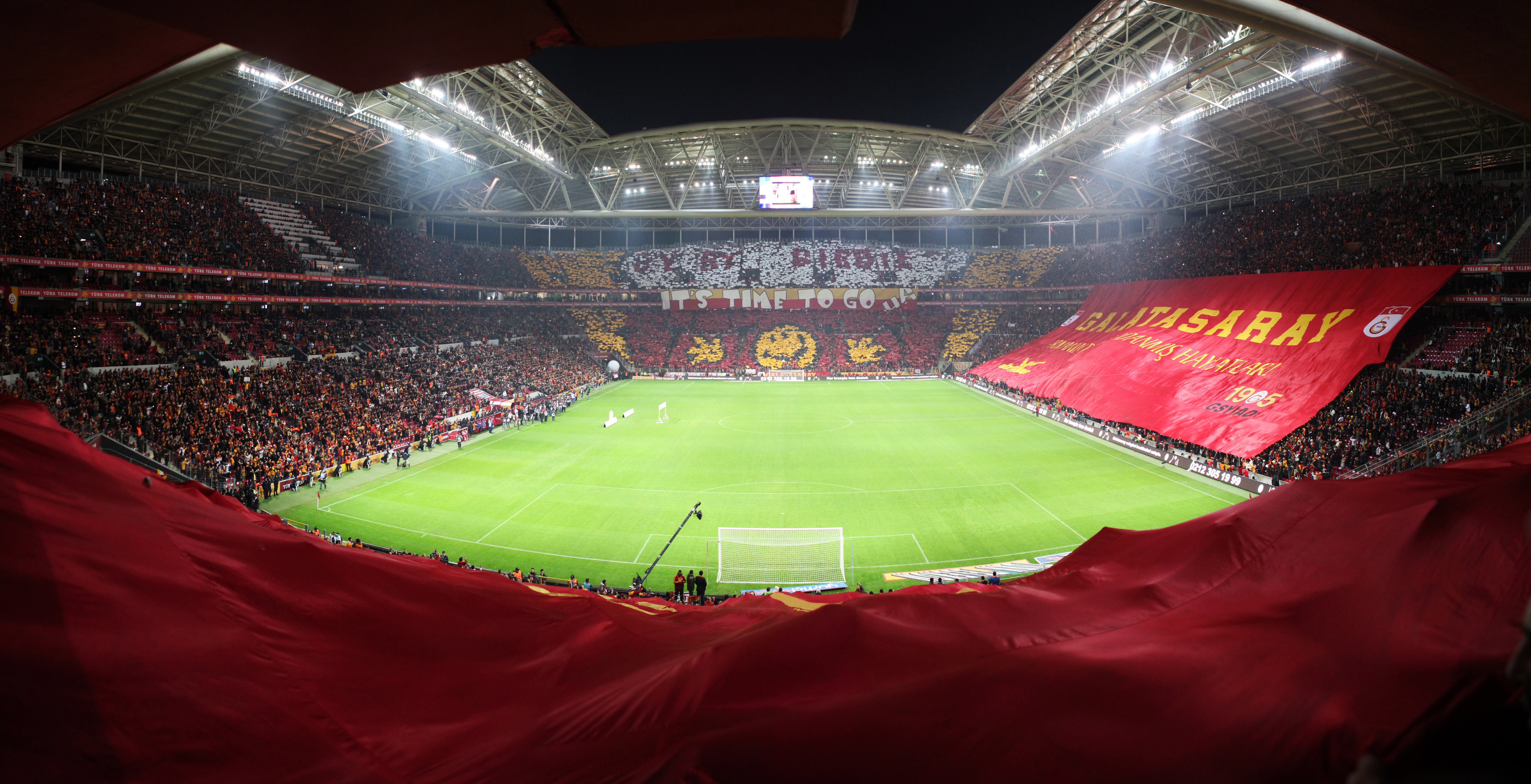
Fan-Choreografie vor dem Derby gegen Fenerbahçe (7. Dezember 2011)

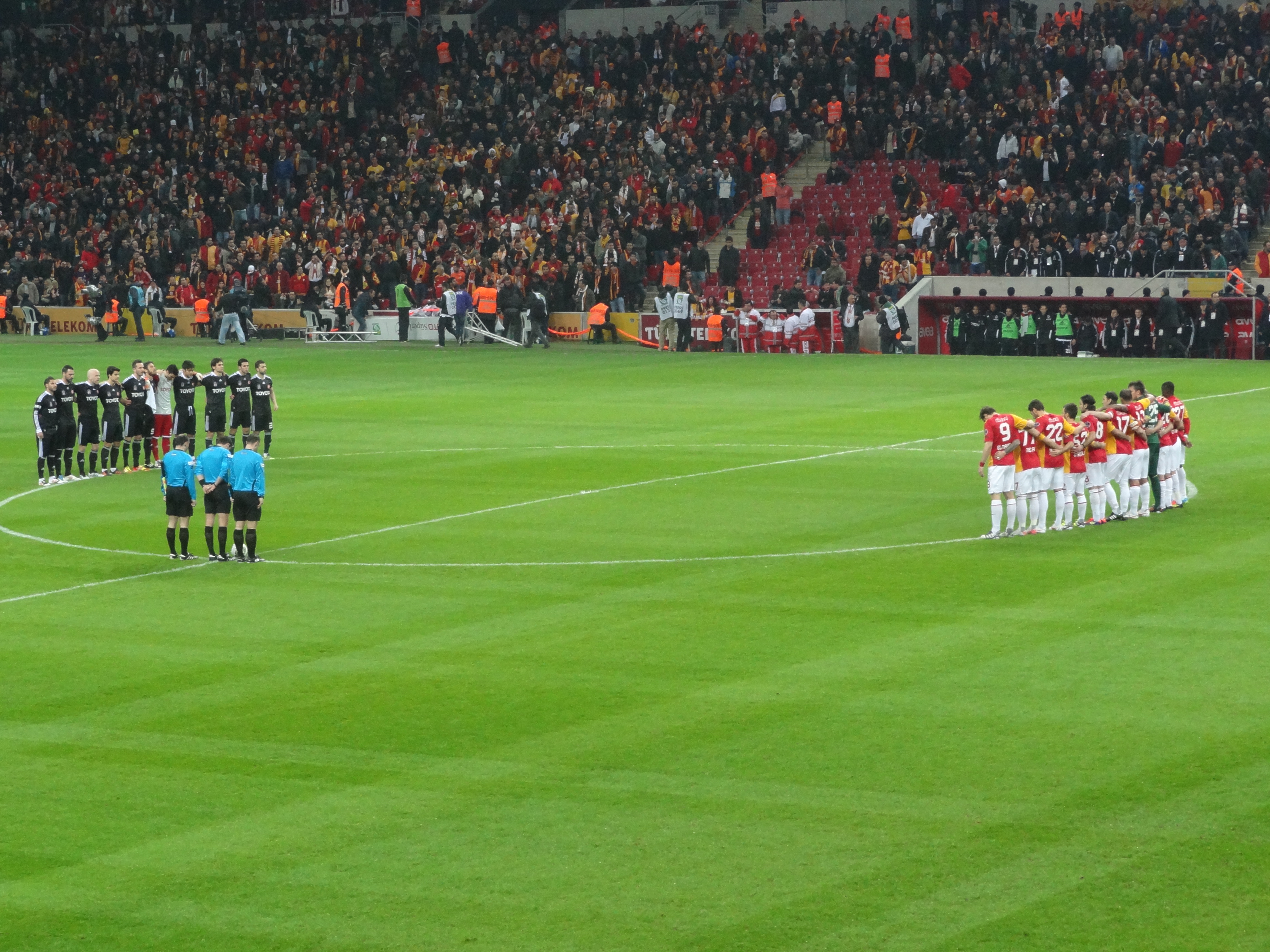
Schweigeminute vor dem Anpfiff zwischen Galatasaray gegen Beşiktaş (26. Februar 2012)

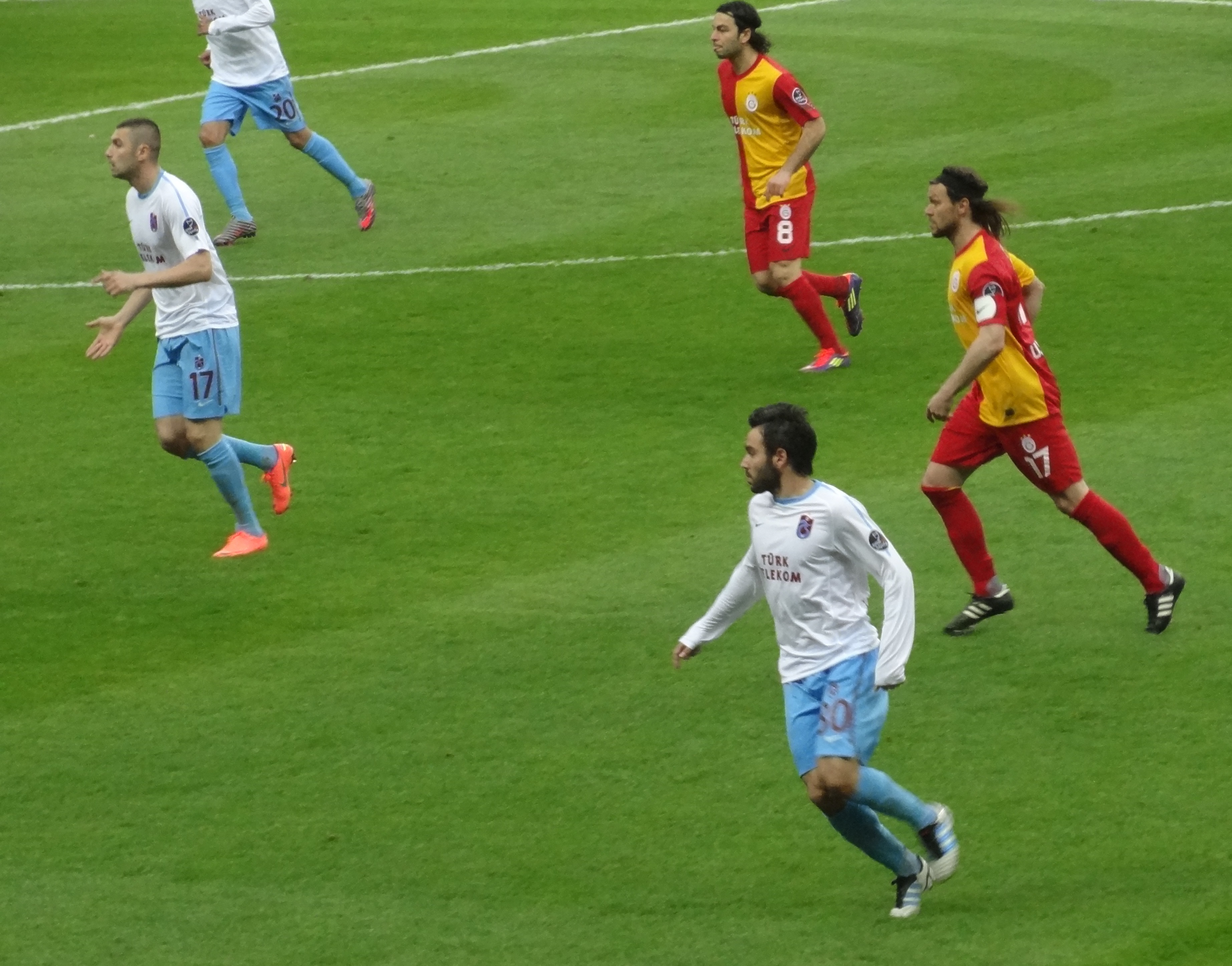
Spielszene mit Selçuk İnan (Nr. 8.), Tomáš Ujfaluši (Nr. 17) (Galatasaray) und Volkan Şen (Nr. 80) mit Burak Yılmaz (Nr. 17) (Trabzonspor)

| ST | Datum              | Gegner                | Ort                                 | Ergebnis  | Tor(e) für Galatasaray Istanbul                                                                       | Karte(n) für Galatasaray Istanbul                                                                                |
| -- | ------------------ | --------------------- | ----------------------------------- | --------- | --- | --- |
| 01 | 11. September 2011 | Istanbul BB           | Atatürk-Olympiastadion, Istanbul    | 0:2 (0:1) | keine                                                                                                 | keine |
| 02 | 18. September 2011 | Samsunspor            | Türk Telekom Arena, Istanbul        | 3:1 (1:0) | 1:0 Melo (18.), 2:1 Elmander (72.), 3:1 İnan (75. Foulelfmeter)                                       | keine |
| 03 | 21. September 2011 | Kardemir Karabükspor  | Necmettin-Şeyhoğlu-Stadion, Karabük | 1:1 (0:0) | 1:1 Melo (82. Foulelfmeter)                                                                           | Muslera (13.) |
| 04 | 26. September 2011 | Eskişehirspor         | Türk Telekom Arena, Istanbul        | 2:0 (1:0) | 1:0 Zan (23.), 2:0 Melo (52.)                                                                         | Sarıoğlu (18.), Baytar (42.), İnan (64.), Kâzım-Richards (84.)                                                   |
| 05 | 2. Oktober 2011    | MKE Ankaragücü        | 19 Mayıs Stadı, Ankara              | 3:0 (2:0) | 1:0 Rajnoch (12. Eigentor), 2:0 Kâzım-Richards (20.), 3:0 Baroš (85. Foulelfmeter)                    | Kâzım-Richards (87.), Baroš (90.)                                                                                |
| 06 | 16. Oktober 2011   | Bursaspor             | Türk Telekom Arena, Istanbul        | 2:1 (1:0) | 1:0 Elmander (21.), 2:1 Baroš (87.)                                                                   | Elmander (34.), Ujfaluši (40.), Melo (78.), Yıldırım (89.)                                                       |
| 07 | 21. Oktober 2011   | Antalyaspor           | Mardan-Stadion, Antalya             | 0:0       | keine                                                                                                 | Ujfaluši (53.), Riera (81.), Çolak (89.), Zan (90.)                                                              |
| 08 | 26. Oktober 2011   | Gaziantepspor         | Türk Telekom Arena, Istanbul        | 2:4 (1:2) | 1:0 İnan (7.), 2:2 Elmander (64.)                                                                     | Baytar (6.), Riera (54.), Sarıoğlu (63.), Ujfaluši (73.), İnan (80.), Muslera (89.), Çetin (45.), Sarıoğlu (75.) |
| 09 | 30. Oktober 2011   | Kayserispor           | Kadir Has Stadı, Kayseri            | 2:0 (1:0) | 1:0 Elmander (39.), 2:0 İnan (72.)                                                                    | Kaya (24.) |
| 10 | 5. November 2011   | Mersin İdman Yurdu    | Türk Telekom Arena, Istanbul        | 0:0       | keine                                                                                                 | Muslera (45.), Kaya (83.)                                                                                        |
| 11 | 20. November 2011  | Beşiktaş Istanbul     | İnönü Stadı, Istanbul               | 0:0       | keine                                                                                                 | Kaya (8.), Melo (17.)                                                                                            |
| 12 | 26. November 2011  | Sivasspor             | Türk Telekom Arena, Istanbul        | 2:1 (1:0) | 1:0 Baytar (45.), 2:0: Baroš (59. Foulelfmeter)                                                       | Ujfaluši (40.), Baytar (81.), Elmander (89.)                                                                     |
| 13 | 3. Dezember 2011   | Gençlerbirliği Ankara | 19 Mayıs Stadı, Ankara              | 1:0 (0:0) | 1:0 Eboué (71.)                                                                                       | Yılmaz (66.) |
| 14 | 7. Dezember 2011   | Fenerbahçe Istanbul   | Türk Telekom Arena, Istanbul        | 3:1 (2:0) | 1:0 Eboué (33.), 2:0 Elmander (41.), 3:0 Melo (66.)                                                   | Eboué (3.) |
| 15 | 11. Dezember 2011  | Trabzonspor           | Hüseyin Avni Aker Stadı, Trabzon    | 3:0 (2:0) | 1:0 Elmander (5.), 2:0 İnan (44.), 3:0 Gülselam (90.)                                                 | Melo (61.) |
| 16 | 16. Dezember 2011  | Orduspor              | 19 Eylül Stadı, Ordu                | 2:0 (1:0) | 1:0 Baroš (22.), 2:0 Kâzım-Richards (67.)                                                             | Kaya (33.), Kâzım-Richards (63.)                                                                                 |
| 17 | 21. Dezember 2011  | Manisaspor            | Türk Telekom Arena, Istanbul        | 1:0 (0:0) | 1:0 İnan (64.)                                                                                        | Ujfaluši (27.), Melo (58.)                                                                                       |
| 18 | 3. Januar 2012     | Istanbul BB           | Türk Telekom Arena, Istanbul        | 4:1 (1:1) | 1:0 Çolak (7.), 2:1 Çolak (51.), 3:1 Baroš (72.), 4:1 İnan (90.+1')                                   | Muslera (43.), Kâzım-Richards (78.), Riera (90.+3')                                                              |
| 19 | 7. Januar 2012     | Samsunspor            | 19 Mayıs Stadı, Samsun              | 4:2 (2:0) | 1:2 Kaya (51.), 2:2 İnan (72.), 3:2 Baroš (78.), 4:2 Yıldırım (84.)                                   | Melo (56.) |
| 20 | 14. Januar 2012    | Kardemir Karabükspor  | Türk Telekom Arena, Istanbul        | 5:1 (2:0) | 1:0 Baroš (2.), 2:0 Elmander (42.), 3:0 Melo (48. Foulelfmeter), 4:1 Elmander (68.), 5:1 Baytar (87.) | Kâzım-Richards (54.)                                                                                             |
| 21 | 22. Januar 2012    | Eskişehirspor         | Atatürk Stadı, Eskişehir            | 0:0       | keine                                                                                                 | Ujfaluši (63.)                                                                                                   |
| 22 | 25. Januar 2012    | MKE Ankaragücü        | Türk Telekom Arena, Istanbul        | 4:0 (2:0) | 1:0 Zan (4.), 2:0 Çolak (9.), 3:0 Riera (54.), 4:0 Gökoğlan (76.)                                     | keine |
| 23 | 28. Januar 2012    | Bursaspor             | Atatürk Stadı, Bursa                | 0:1 (0:0) | keine                                                                                                 | Melo (57.) |
| 24 | 1. Februar 2012    | Antalyaspor           | Türk Telekom Arena, Istanbul        | 1:1 (1:1) | 1:1 Melo (35. Handelfmeter)                                                                           | Ujfaluši (44.), Melo (89.), Baroš (73.)                                                                          |
| 25 | 4. Februar 2012    | Gaziantepspor         | Kamil Ocak Stadı, Gaziantep         | 2:1 (0:0) | 1:1 Ateş (53.), 2:1 Elmander (66.)                                                                    | Kaya (39.) |
| 26 | 11. Februar 2012   | Kayserispor           | Türk Telekom Arena, Istanbul        | 1:0 (1:0) | 1:0 Melo (32.)                                                                                        | Baytar (12.), Melo (42.), Riera (57.)                                                                            |
| 27 | 17. Februar 2012   | Mersin İdman Yurdu    | Tevfik Sırrı Gür Stadı, Mersin      | 3:1 (1:0) | 1:0 Ateş (28.), 2:1 İnan (82. Foulelfmeter), 3:1 Ateş (90.+1')                                        | Kaya (63.) |
| 28 | 26. Februar 2012   | Beşiktaş Istanbul     | Türk Telekom Arena, Istanbul        | 3:2 (1:0) | 1:0 Elmander (15.), 2:1 Melo (52.), 3:2 Elmander (90.+1')                                             | Melo (10.), Kaya (11.), Balta (88.), Baytar (90.+2')                                                             |
| 29 | 5. März 2012       | Sivasspor             | 4 Eylül Stadı, Sivas                | 4:0 (1:0) | 1:0 Ateş (14.), 2:0 Ujfaluši (64.), 3:0 Yılmaz (81.), 4:0 Ateş (90.)                                  | Melo (39.), Riera (41.), Çolak (47.), Yılmaz (80.)                                                               |
| 30 | 10. März 2012      | Gençlerbirliği Ankara | Türk Telekom Arena, Istanbul        | 2:0 (0:0) | 1:0 Melo (48.), 2:0 İnan (58.)                                                                        | Eboué (41.) |
| 31 | 17. März 2012      | Fenerbahçe Istanbul   | Şükrü Saracoğlu Stadı, Istanbul     | 2:2 (1:2) | 1:2 Elmander (36.), 2:2 Balta (83.)                                                                   | Elmander (76.)                                                                                                   |
| 32 | 25. März 2012      | Trabzonspor           | Türk Telekom Arena, Istanbul        | 1:1 (0:1) | 1:1 Melo (82. Handelfmeter)                                                                           | Baytar (11.), Eboué (14.), Çolak (26.)                                                                           |
| 33 | 31. März 2012      | Orduspor              | Türk Telekom Arena, Istanbul        | 2:0 (1:0) | 1:0 Ateş (8.), 2:0 Sarıoğlu (66.)                                                                     | keine |
| 34 | 8. April 2012      | Manisaspor            | 19 Mayıs Stadı, Manisa              | 4:0 (0:0) | 1:0 İnan (47. Foulelfmeter), 2:0 İnan (77.), 3:0 Muslera (83. Foulelfmeter), 4:0 Baroš (87.)          | Çolak (52.), Çolak (88.)                                                                                         |

#### Süper Final
| ST | Datum          | Gegner              | Ort                              | Ergebnis  | Tor(e) für Galatasaray Istanbul                                 | Karte(n) für Galatasaray Istanbul                                    |
| -- | -------------- | ------------------- | -------------------------------- | --------- | --------------------------------------------------------------- | -------------------------------------------------------------------- |
| 01 | 16. April 2012 | Beşiktaş Istanbul   | İnönü Stadı, Istanbul            | 2:0 (1:0) | 1:0 Melo (26.), 2:0 Yılmaz (79.)                                | İnan (34.), Eboué (50.)                                              |
| 02 | 22. April 2012 | Fenerbahçe Istanbul | Türk Telekom Arena, Istanbul     | 1:2 (0:1) | 1:1 İnan (68.)                                                  | Melo (6.)                                                            |
| 03 | 28. April 2012 | Trabzonspor         | Hüseyin Avni Aker Stadı, Trabzon | 4:2 (3:0) | 1:0 İnan (20.), 2:0 Ateş (22.), 3:0 Ateş (42.), 4:1 Eboué (61.) | Kaya (41.), Muslera (83.), Ujfaluši (84.), Yılmaz (88.)              |
| 04 | 2. Mai 2012    | Trabzonspor         | Türk Telekom Arena, Istanbul     | 0:0       | keine                                                           | İnan (59.), Melo (60.), Baytar (77.), Balta (88.), Elmander (90.+1') |
| 05 | 6. Mai 2012    | Beşiktaş Istanbul   | Türk Telekom Arena, Istanbul     | 2:2 (2:0) | 1:0 Melo (9.), 2:0 Almeida (44. Eigentor)                       | Elmander (39.), Çolak (59.)                                          |
| 06 | 12. Mai 2012   | Fenerbahçe Istanbul | Şükrü Saracoğlu Stadı, Istanbul  | 0:0       | keine                                                           | Melo (69.), Çolak (69.), Ujfaluši (78.), Baroš (82.), Ujfaluši (80.) |

### Türkiye Kupası
| Runde         | Datum           | Gegner          | Ort                          | Ergebnis  | Tor(e) für Galatasaray Istanbul                                           | Karte(n) für Galatasaray Istanbul |
| ------------- | --------------- | --------------- | ---------------------------- | --------- | ------------------------------------------------------------------------- | --------------------------------- |
| 3. Hauptrunde | 10. Januar 2012 | Adana Demirspor | Türk Telekom Arena, Istanbul | 4:1 (3:0) | 1:0 Akman (16.), 2:0 Baytar (37.), 3:0 Yıldırım (41.), 4:0 Yıldırım (67.) | Akman (32.)                       |
| Achtelfinale  | 20. März 2012   | Sivasspor       | Türk Telekom Arena, Istanbul | 0:1 (0:0) | keine                                                                     | Ujfaluši (53.), İnan (62.)        |

### Freundschaftsspiele
Diese Tabelle führt die ausgetragenen Freundschaftsspiele auf.
| Datum             | Gegner              | Ort                               | Ergebnis  | Tor(e) für Galatasaray Istanbul                     | Karte(n) für Galatasaray Istanbul                        |
| ----------------- | ------------------- | --------------------------------- | --------- | --------------------------------------------------- | -------------------------------------------------------- |
| 8. Juli 2011      | Türkiyemspor Berlin | Kufstein Arena                    | 2:1 (2:1) | 1:0 S. Kurtuluş (11.), 2:1 Derici (42.)             | keine                                                    |
| 10. Juli 2011     | SpVgg Unterhaching  | Sportpark Unterhaching            | 1:1 (0:0) | 1:0 Kâzım-Richards (52.)                            | keine                                                    |
| 20. Juli 2011     | FC Twente Enschede  | Bremer Brücke, Osnabrück          | 0:1 (0:0) | keine                                               | keine                                                    |
| 24. Juli 2011     | Inter Mailand       | Türk Telekom Arena, Istanbul      | 0:0       | keine                                               | Elmander (45.), Çetin (57.), Gülselam (83.)              |
| 28. Juli 2011     | FC Liverpool        | Türk Telekom Arena, Istanbul      | 3:0 (2:0) | 1:0 Baroš (7.), 2:0 Baroš (40.), 3:0 Elmander (84.) | Balta (22.)                                              |
| 17. August 2011   | Olympiakos Piräus   | Karaiskakis-Stadion, Piräus       | 0:1 (0:0) | keine                                               | keine                                                    |
| 24. August 2011   | Real Madrid         | Estadio Santiago Bernabéu, Madrid | 1:2 (1:1) | 1:0 İnan (11.)                                      | Kâzım-Richards (44.), Melo (44.), Ujfaluši (44.)         |
| 12. November 2011 | Benfica Lissabon    |                                   | 0:2 (0:2) | keine                                               | Gülselam (35.), Baytar (36.), Yıldırım (38.), Melo (63.) |

## Statistiken

### Teamstatistik
| Wettbewerb     | Punkte | daheim | daheim | daheim | daheim | daheim | auswärts | auswärts | auswärts | auswärts | auswärts | Gesamt | Gesamt | Gesamt | Gesamt | Gesamt | Tordifferenz |
| Wettbewerb     | Punkte | Sp     | S      | U      | N      | TV     | Sp       | S        | U        | N        | TV       | Sp     | S      | U      | N      | TV     | Tordifferenz |
| -------------- | ------ | ------ | ------ | ------ | ------ | ------ | -------- | -------- | -------- | -------- | -------- | ------ | ------ | ------ | ------ | ------ | ------------ |
| Süper Lig      | 77     | 17     | 13     | 3      | 1      | 38:14  | 17       | 10       | 5        | 2        | 31:10    | 34     | 23     | 8      | 3      | 69:24  | +45          |
| Süper Final    | 9      | 3      | 0      | 2      | 1      | 3:4    | 3        | 2        | 1        | 0        | 6:2      | 6      | 2      | 3      | 1      | 9:6    | +3           |
| Türkiye Kupası | –      | 2      | 1      | 0      | 1      | 4:2    | 0        | 0        | 0        | 0        | 0:0      | 2      | 1      | 0      | 1      | 4:2    | +2           |
| Gesamt         | 86     | 22     | 14     | 5      | 3      | 35:20  | 20       | 12       | 6        | 2        | 37:12    | 42     | 26     | 11     | 5      | 82:32  | +50          |

### Saisonverlauf
| Spieltag | 1  | 2 | 3 | 4 | 5 | 6 | 7 | 8 | 9 | 10 | 11 | 12 | 13 | 14 | 15 | 16 | 17 | 18 | 19 | 20 | 21 | 22 | 23 | 24 | 25 | 26 | 27 | 28 | 29 | 30 | 31 | 32 | 33 | 34 |
| -------- | -- | - | - | - | - | - | - | - | - | -- | -- | -- | -- | -- | -- | -- | -- | -- | -- | -- | -- | -- | -- | -- | -- | -- | -- | -- | -- | -- | -- | -- | -- | -- |
| Spielort | A  | H | A | H | A | H | A | H | A | H  | A  | H  | A  | H  | A  | A  | H  | H  | A  | H  | A  | H  | A  | H  | A  | H  | A  | H  | A  | H  | A  | H  | H  | A  |
| Resultat | N  | S | U | S | S | S | U | N | S | U  | U  | S  | S  | S  | S  | S  | S  | S  | S  | S  | U  | S  | N  | U  | S  | S  | S  | S  | S  | S  | U  | U  | S  | S  |
| Platz    | 17 | 8 | 8 | 6 | 2 | 2 | 2 | 3 | 2 | 3  | 3  | 2  | 2  | 1  | 1  | 1  | 1  | 1  | 1  | 1  | 1  | 1  | 1  | 1  | 1  | 1  | 1  | 1  | 1  | 1  | 1  | 1  | 1  | 1  |

Quelle: https://www.weltfussball.de/spielplan/tur-sueper-lig-2011-2012
Legende: Spielort: H = Heim; A = Auswärts. Resultat: S = Sieg; U = Unentschieden; N = Niederlage

### Spielerstatistiken
| Spieler              | Süper Lig / Süper Final | Süper Lig / Süper Final | Süper Lig / Süper Final | Süper Lig / Süper Final | Türkiye Kupası | Türkiye Kupası | Türkiye Kupası | Türkiye Kupası | Total    | Total | Total       | Total      |
| Spieler              | Einsätze                | Tore                    | Gelbe Karte             | Rote Karte              | Einsätze       | Tore           | Gelbe Karte    | Rote Karte     | Einsätze | Tore  | Gelbe Karte | Rote Karte |
| -------------------- | ----------------------- | ----------------------- | ----------------------- | ----------------------- | -------------- | -------------- | -------------- | -------------- | -------- | ----- | ----------- | ---------- |
| Ayhan Akman          | 8                       | 0                       | 0                       | 0                       | 1              | 1              | 1              | 0              | 9        | 1     | 1           | 0          |
| Necati Ateş          | 15                      | 8                       | 0                       | 0                       | 1              | 0              | 0              | 0              | 16       | 8     | 0           | 0          |
| Hakan Balta          | 37                      | 1                       | 2                       | 0                       | 1              | 0              | 0              | 0              | 38       | 1     | 2           | 0          |
| Milan Baroš          | 28                      | 8                       | 2                       | 1                       | 1              | 0              | 0              | 0              | 29       | 8     | 2           | 1          |
| Mehmet Batdal        | 1                       | 0                       | 0                       | 0                       | 0              | 0              | 0              | 0              | 1        | 0     | 0           | 0          |
| Engin Baytar         | 33                      | 2                       | 6                       | 1                       | 2              | 1              | 0              | 0              | 35       | 3     | 6           | 1          |
| Çağlar Birinci       | 2                       | 0                       | 0                       | 0                       | 1              | 0              | 0              | 0              | 3        | 0     | 0           | 0          |
| Servet Çetin         | 9                       | 0                       | 0                       | 1                       | 1              | 0              | 0              | 0              | 10       | 0     | 0           | 1          |
| Ufuk Ceylan          | 1                       | 0                       | 0                       | 0                       | 2              | 0              | 0              | 0              | 3        | 0     | 0           | 0          |
| Emre Çolak           | 30                      | 3                       | 6                       | 1                       | 1              | 0              | 0              | 0              | 31       | 3     | 6           | 1          |
| Okan Derici          | 1                       | 0                       | 0                       | 0                       | 0              | 0              | 0              | 0              | 1        | 0     | 0           | 0          |
| Emmanuel Eboué       | 31                      | 3                       | 4                       | 0                       | 1              | 0              | 0              | 0              | 32       | 3     | 4           | 0          |
| Johan Elmander       | 36                      | 12                      | 4                       | 1                       | 0              | 0              | 0              | 0              | 36       | 12    | 4           | 1          |
| Aykut Erçetin        | 1                       | 0                       | 0                       | 0                       | 0              | 0              | 0              | 0              | 1        | 0     | 0           | 0          |
| Yiğit Gökoğlan       | 8                       | 1                       | 0                       | 0                       | 0              | 0              | 0              | 0              | 8        | 1     | 0           | 0          |
| Ceyhun Gülselam      | 12                      | 1                       | 0                       | 0                       | 1              | 0              | 0              | 0              | 13       | 1     | 0           | 0          |
| Selçuk İnan          | 39                      | 13                      | 4                       | 0                       | 1              | 0              | 1              | 0              | 40       | 13    | 5           | 0          |
| Semih Kaya           | 30                      | 1                       | 8                       | 0                       | 1              | 0              | 0              | 0              | 31       | 1     | 8           | 0          |
| Colin Kâzım-Richards | 18                      | 2                       | 5                       | 0                       | 0              | 0              | 0              | 0              | 18       | 2     | 5           | 0          |
| Serkan Kurtuluş      | 0                       | 0                       | 0                       | 0                       | 0              | 0              | 0              | 0              | 0        | 0     | 0           | 0          |
| Yekta Kurtuluş       | 3                       | 0                       | 0                       | 0                       | 0              | 0              | 0              | 0              | 3        | 0     | 0           | 0          |
| Felipe Melo          | 36                      | 12                      | 13                      | 0                       | 0              | 0              | 0              | 0              | 36       | 12    | 13          | 0          |
| Fernando Muslera     | 39                      | 1                       | 4                       | 1                       | 0              | 0              | 0              | 0              | 39       | 1     | 4           | 1          |
| Mertan Caner Öztürk  | 0                       | 0                       | 0                       | 0                       | 1              | 0              | 0              | 0              | 1        | 0     | 0           | 0          |
| Albert Riera         | 30                      | 1                       | 5                       | 0                       | 2              | 0              | 0              | 0              | 32       | 1     | 5           | 0          |
| Sabri Sarıoğlu       | 27                      | 1                       | 2                       | 1                       | 2              | 0              | 0              | 0              | 29       | 1     | 2           | 1          |
| Tomáš Ujfaluši       | 39                      | 1                       | 9                       | 1                       | 1              | 0              | 1              | 0              | 40       | 1     | 10          | 1          |
| Sercan Yıldırım      | 19                      | 1                       | 1                       | 0                       | 2              | 2              | 0              | 0              | 21       | 3     | 1           | 0          |
| Berk Yıldız          | 0                       | 0                       | 0                       | 0                       | 1              | 0              | 0              | 0              | 1        | 0     | 0           | 0          |
| Aydın Yılmaz         | 15                      | 1                       | 3                       | 0                       | 2              | 0              | 0              | 0              | 17       | 1     | 3           | 0          |
| Gökhan Zan           | 12                      | 2                       | 1                       | 0                       | 1              | 0              | 0              | 0              | 13       | 2     | 1           | 0          |